# Johann Karl Christian Vent
Johann Karl Christian Vent (1802–1880) war ein deutscher Beamter. Er war wohnhaft an der Ackerwand 13 in Weimar.

## Leben
Johann Karl Christian Vent war zumindest ab 1827 Kammerdiener des Großherzogs Carl Alexander von Sachsen-Weimar-Eisenach. Ihm wurden als Ehrenrechte die Rechte eines „Wirklichen Rates“ zuerkannt, und er war für Sekretariat und Schatulle des Großherzogs zuständig. In der Funktion des großherzoglichen Sekretärs hatte er damit Einfluss darauf, wer zur Audienz  zum Großherzog vorgelassen wurde und wer nicht. Vent wurde 1874 als Hofrat und „Ritter erster Abtheilung“ des großherzoglichen Hausordens vom Weißen Falken geführt. In seiner Funktion im Dienste des Großherzogs hatte Vent einen nicht geringen Anteil daran, dass der Großherzog Carl August seine Modernisierungspläne in Weimar und seine Vorstellungen von einem „Ilmflorenz“ umsetzen konnte.
In einem Vertrag des Großherzogs Carl Alexander und Vents mit Bonaventura Genelli in der Universitätsbibliothek Leipzig wurde die Umsiedelung Genellis von München nach Weimar und Zahlung einer jährlichen Subvention sowie Bereitstellung von Wohnung und Atelier nebst Brennholz geregelt. Briefe Vents liegen in der Universitätsbibliothek München.
Sein Sohn Karl Vent schuf im großherzoglichen Auftrag Großbauten. Am deutlichsten ist es am Sophienstiftsplatz in Weimar zu sehen.